# ノーマン・エイブラムソン
ノーマン・マニュエル・エイブラムソン（英語: Norman Manuel Abramson、1932年4月1日 - 2020年12月1日）は、アメリカ合衆国の技術者、計算機科学者。
ALOHAnetの開発で知られている。

## 人物
ボストンの公立学校、ボストン・ラテン・スクール、ボストン・イングリッシュ・ハイスクール、ハーバード大学、カリフォルニア大学ロサンゼルス校を経て、スタンフォード大学で電気工学の博士号を取得した。 スタンフォード大学での論文は通信理論が主題となっている。1971年にプロジェクトがALOHAnetとして展開された。

## 受賞歴
- 1995年 - IEEE小林宏治コンピュータ&コミュニケーション賞
- 2000年 - エドゥアルト・ライン財団技術賞
- 2007年 - IEEEアレクサンダー・グラハム・ベル・メダル
- 2011年 - C&C賞